# Salvador Illa
Salvador Illa Roca ([səɫβəˈðo ˈiʎə ˈrɔkə]), né le 5 mai 1966 à La Roca del Vallès (province de Barcelone), est un homme politique espagnol membre du Parti des socialistes de Catalogne (PSC). Il est président de la généralité de Catalogne depuis 2024.
Il est maire de La Roca del Vallès entre 1995 et 2005, après en avoir été conseiller municipal à partir de 1987. Il devient haut fonctionnaire de la généralité de Catalogne en 2005, puis de la mairie de Barcelone en 2010. Collaborateur politique du groupe des élus socialistes barcelonais puis de son chef de file Jaume Collboni de 2011 à 2016, il est ensuite nommé secrétaire à l'Organisation du PSC par Miquel Iceta.
En 2020, il est choisi par Pedro Sánchez comme ministre espagnol de la Santé au titre du « quota catalan » propre aux exécutifs socialistes. Il est chargé, quelques semaines plus tard, de coordonner en partie la lutte contre la pandémie de Covid-19.
Il quitte le gouvernement en 2021 afin d'assumer la direction du Parti des socialistes de Catalogne, d'abord comme chef de file aux élections régionales, puis au poste de premier secrétaire. Il est investi président de la Généralité après les élections de 2024.

## Famille
Salvador Illa Roca naît le 5 mai 1966 à La Roca del Vallès. Il est le fils de Josep Illa, ouvrier du textile, et María Roca, mère au foyer.
Il est marié en secondes noces avec Marta Estruch, inconnue du grand public, salariée du département marketing du groupe Nestlé en Espagne. Le couple a une fille unique et réside à La Roca del Vallès.

## Études
Salvador Illa suit ses études secondaires dans un établissement catholique de Granollers, à 5 km de La Roca. Il obtient en 1989 une licence en philosophie à l'université de Barcelone. Il complète quatre ans plus tard son cursus par une maîtrise en administration des affaires à l'Institut d'études supérieures de commerce (IESE) de l'université de Navarre.
Il accomplit son service militaire sur la base d'El Bruc, où il est lieutenant dans l'infanterie.

## Maire de La Roca del Vallès
En 1987, Salvador Illa est élu conseiller municipal de La Roca del Vallès après avoir concouru aux élections municipales en tant que candidat indépendant sur la liste du Parti des socialistes de Catalogne (PSC). En 1995, année de son adhésion au PSC, Romà Planas (ca) le place en 2e position sur sa liste pour les élections municipales.
Planas est effectivement élu maire de la ville, mais meurt quelques mois plus tard, et Illa lui succède. Il le reste pendant dix ans, avec un court intermède en 1999 : le 5 février, il est renversé par une motion de censure votée par des élus indépendants et des transfuges des partis Convergència et ICV.
Sa principale réalisation est le centre commercial La Roca Village, ouvert en 1998 et initialement destiné à s'installer sur la commune de Mataró. Il devient alors le moteur économique de la ville, éloignée de l'attraction barcelonaise.

## Haut fonctionnaire catalan puis barcelonais
Salvador Illa démissionne de la mairie en 2005, lorsqu'il est nommé directeur général de la Gestion des infrastructures au sein du département de la Justice de la généralité de Catalogne. Il passe en 2009 dans le secteur privé. Pendant ses quatre ans en fonction, il supervise la construction de plusieurs palais de justice et prisons, dont trois accueilleront dix ans plus tard les dirigeants du mouvement indépendantiste catalan condamnés pour l'organisation du référendum interdit de 2017.
Il revient à la fonction publique en 2010 comme directeur de la Comptabilité, du Budget et de l'Analyse économique et financière de la mairie de Barcelone. Après le remplacement du socialiste Jordi Hereu par le conservateur catalaniste Xavier Trias à la tête de la ville en 2011, Illa est recruté comme secrétaire général du groupe des élus socialistes. Il devient parallèlement directeur de cabinet du président du groupe, Jaume Collboni, en 2014.
En 2016, après que les socialistes ont conclu un accord de coalition avec la maire Ada Colau auquel il a beaucoup œuvré, Salvador Illa est nommé directeur général des Entreprises, de la Culture et de l'Innovation au sein de l'administration municipale.

## Cadre du PSC
Le 30 avril 2016, Salvador Illa est élu nouveau premier secrétaire de la fédération du PSC dans la comarque du Vallès Oriental. Unique candidat à ce poste, il succède à Román Ruiz (ca), qui ne se représentait pas. Il est élu par 123 voix pour et 1 voix contre.
Il devient le 6 novembre 2016 secrétaire à l'Organisation du Parti des socialistes de Catalogne, en conclusion du 13e congrès du parti. S'il est considéré comme un proche du premier secrétaire Miquel Iceta, sa désignation est le fruit d'un consensus entre le premier secrétaire réélu et sa concurrente défaite, la maire de Santa Coloma de Gramenet, Núria Parlon (ca), qui l'a d'ailleurs proposé. Pour la première fois dans l'histoire du parti, un poste d'adjoint à sa fonction est créé et confié au maire de Palafrugell et soutien de Parlon, Juli Fernández (ca). Il est remplacé le 16 janvier 2017 à la tête du PSC du Vallès Oriental par Jonatan Martínez, qui était jusqu'à présent son « numéro deux ».
Chargé de remettre à flot le Parti socialiste mis à mal électoralement par le processus d'indépendance, il est l'un des principaux artisans de l'accord de coalition passé en juillet 2019 avec Ensemble pour la Catalogne (JuntsXCat) à la députation de Barcelone. Cette entente permet au PSC de retrouver, sous l'autorité de Núria Marín, la présidence de cette institution après huit ans dans l'opposition, et est paraphée par Salvador Illa lui-même et David Bonvehí. Plus tard dans l'année, il intègre avec la vice-secrétaire générale du PSOE Adriana Lastra et le secrétaire à l'Organisation José Luis Ábalos l'équipe de négociations chargée de trouver un accord avec la Gauche républicaine de Catalogne (ERC) afin que ses 13 députés s'abstiennent lors du vote d'investiture de Pedro Sánchez, ce qui favoriserait son maintien au pouvoir à l'issue des élections générales du 10 novembre 2019. Ces échanges débouchent sur un succès.

## Ministre de la Santé

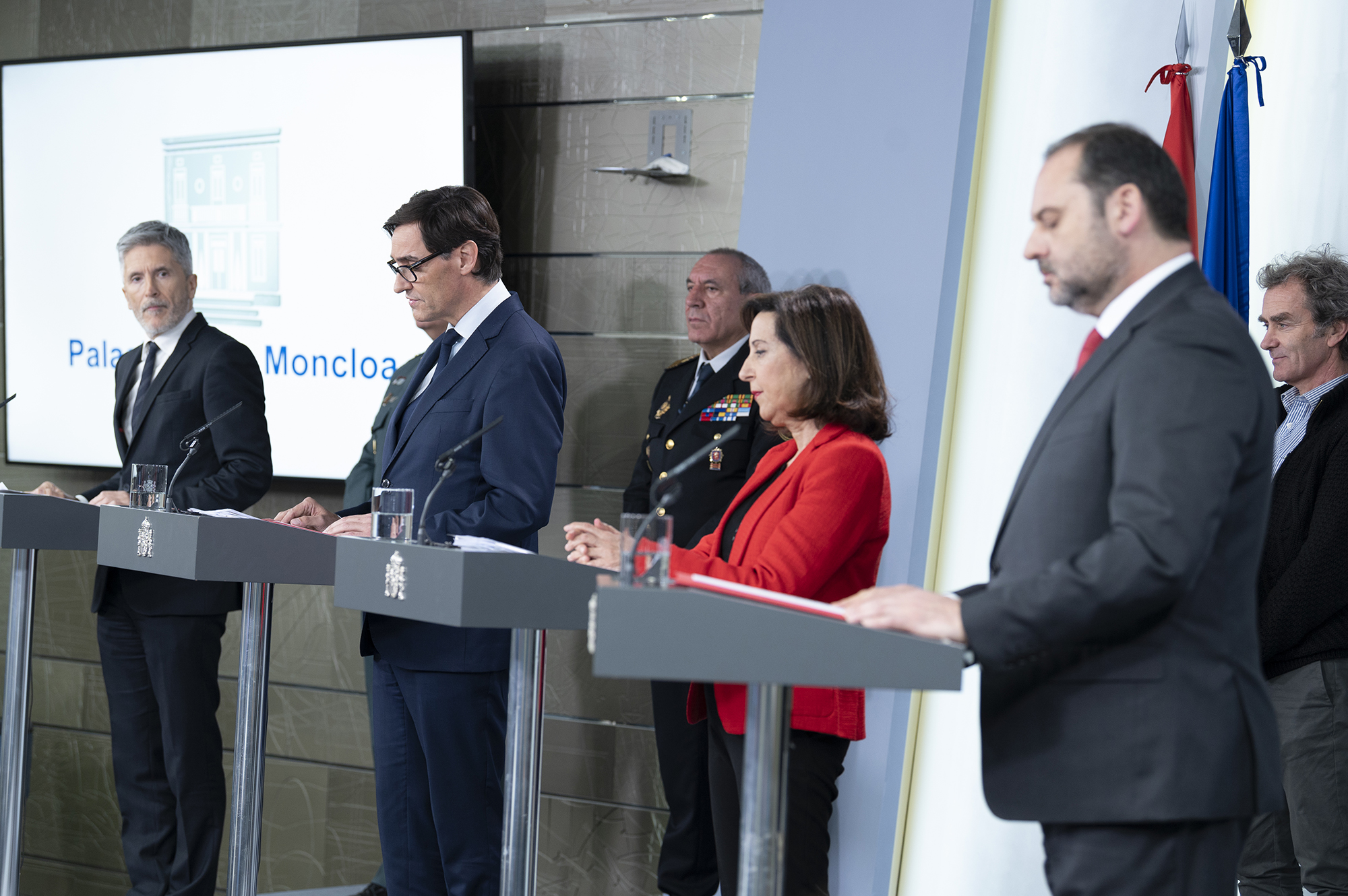
Aux débuts de la pandémie de Covid-19, Salvador Illa est l'un des principaux responsables de la lutte contre le virus.

Le 10 janvier 2020, le président du gouvernement reconduit Pedro Sánchez annonce que Salvador Illa sera nommé ministre de la Santé dans son nouveau gouvernement. Choisi afin de représenter le « quota catalan » propre aux exécutifs socialistes, il prend la direction d'un ministère symbolique pour le PSC, puisque le dernier des leurs à l'avoir occupé est Ernest Lluch, assassiné plus tard par ETA.
Dans le cadre de l'état d'alerte de mars 2020 et du confinement général de la population pour faire face à la pandémie de Covid-19, il fait partie des cinq membres du gouvernement disposant d'une autorité générale sur l'ensemble des services et administrations, y compris des structures relevant des communautés autonomes ou du secteur privé. Il peut ainsi intervenir directement sur les hôpitaux privés ou les usines de l'industrie pharmaceutique.
Le 25 juin, il défend le Congrès des députés l'adoption du décret-loi qui régule la sortie du confinement et le rétablissement progressif des différentes libertés. Le texte est adopté par 265 voix pour, 77 voix contre et 5 abstentions, grâce notamment au soutien du Parti populaire (PP), de Ciudadanos (Cs) et du Parti nationaliste basque (EAJ-PNV). Afin de renforcer son ministère dans le cadre de la suite de la pandémie, il promeut en août suivant la nomination de l'épidémiologiste et socialiste andalouse Silvia Calzón au poste nouvellement créé de secrétaire d'État à la Santé.
Dans le cadre du Conseil interterritorial du Système national de santé du 22 octobre 2020, il s'entend avec les gouvernements des communautés autonomes pour mettre en place une échelle de mesures face au risque de propagation du virus, qui repose sur une trentaine d'indicateurs et qui permet aux autorités régionales d'ordonner une limitation des jauges de réunion, dans les établissements fermés, des visites dans les EHPAD ou encore de fermer les discothèques et bars de nuit. Le gouvernement décrète trois jours plus tard un nouvel état d'alerte face au rebond de la pandémie et Salvador Illa obtient le 29 octobre du Congrès qu'il le proroge pour une durée de six mois, par 194 voix pour, 99 abstentions et 53 voix contre, le Parti populaire s'étant cette fois-ci abstenu.

## Chef de file du PS catalan

### Élections régionales de 2021
La gestion de la pandémie de Covid-19 permet à Salvador Illa d'être reconnu et bien perçu dans l'opinion publique, au point qu'en août 2020, une partie des cadres dirigeants du Parti des socialistes de Catalogne et du Parti socialiste ouvrier espagnol envisagent son nom comme chef de file aux prochaines élections catalanes, en lieu et place du premier secrétaire du PSC Miquel Iceta. Aussi, le 30 décembre 2020, exécutant un plan engagé depuis six semaines avec Pedro Sánchez, Miquel Iceta renonce formellement à être candidat aux élections régionales du 14 février 2021 et propose la candidature de Salvador Illa. Elle est approuvée le jour même par la commission exécutive puis ratifiée par le conseil national du PS catalan. La ministre de la Politique territoriale Carolina Darias le remplace le 27 janvier 2021 au ministère de la Santé.
S'il l'emporte en voix et arrive à égalités en siège avec la Gauche républicaine, Salvador Illa doit se contenter d'une victoire à la Pyrrhus puisque la somme des députés des partis indépendantistes représente la majorité absolue et fait d'eux les vainqueurs du scrutin. Le 27 mai, après que Pere Aragonès a été investi président de la Généralité, il est nommé chef de l'opposition par la présidente du Parlement Laura Borràs.
Le 1er février 2023, il conclut avec Pere Aragonès un accord pour l'approbation de la loi de finances pour l'année en cours. À ce titre, il revendique avoir obtenu plusieurs concessions du gouvernement catalan, notamment la réalisation du projet d'hôtel-casino Hard Rock Cafe dans le camp de Tarragone, la construction de la voie express B-40 au nord de Barcelone ou encore la modernisation de l'aéroport international de Barcelone.

### Premier secrétaire du PSC
Sur proposition de Miquel Iceta le 31 août 2021, un congrès extraordinaire du PSC est convoqué les 18 et 19 décembre suivants afin de permettre l'accession de Salvador Illa au poste de premier secrétaire. Parrainé notamment par Raimon Obiols, Narcís Serra, José Montilla, Pere Navarro et Miquel Iceta, Salvador Illa est proclamé le 27 octobre candidat unique à la direction du parti. Au sein du Parti socialiste, Salvador Illa n'appartient ni aux catalanistes urbains de Barcelone ni aux ouvriéristes du Baix Llobregat, représentant le secteur des rives du Besòs dans la région métropolitaine de Barcelone, ce qui lui confère une vision différente, plus large et moins marquée par la rupture entre la métropole barcelonaise et la Catalogne intérieure. Le congrès ratifie le 19 décembre par 95,4 % des suffrages exprimés la commission exécutive qu'il propose, où figurent notamment Miquel Iceta comme président, Núria Marín comme vice-présidente, ainsi que cinq vice-premiers secrétaires dont Meritxell Batet et Jaume Collboni. Ce conclave est l'occasion pour le nouveau dirigeant de procéder au renouvellement générationnel en écartant des positions de pouvoir les « capitaines », surnom donné depuis deux décennies aux élus locaux du Baix Llobregat représentant une tendance municipaliste et espagnoliste. 
Dans l'optique du 15e congrès du Parti socialiste qui aura lieu entre le 15 et le 17 mars 2024, il est de nouveau proclamé, le 19 janvier 2024, candidat unique aux fonctions de premier secrétaire. Le 16 mars, son élection est ratifiée par les délégués, qui le proclament ensuite candidat à la présidence de la Généralité dans le cadre des élections régionales anticipées qui viennent d'être convoquées pour le 12 mai suivant. Ces mêmes délégués approuvent le lendemain, par 98 % des suffrages exprimés, la composition de la nouvelle commission exécutive qu'il propose, dans laquelle Miquel Iceta et Núria Marín sont confirmés, tandis que Lluïsa Moret (es) devient la seule vice-première secrétaire et que Núria Parlon (es) est promue porte-parole.

### Élections régionales de 2024
Lors des élections régionales du 12 mai 2024, le Parti socialiste arrive en tête en voix et en sièges, ce qui constitue une première dans l'histoire de la communauté autonome, tandis que le mouvement indépendantiste perd la majorité absolue dont il disposait depuis 2012. Salvador Illa semble ainsi bénéficier de la politique de la main tendue et du dialogue mise en œuvre par Pedro Sánchez vis-à-vis des partis séparatistes. Manquant de loin la majorité absolue avec 42 parlementaires, le PSC devra cependant nouer des alliances pour revenir au pouvoir.
Le Parti socialiste et la coalition d'extrême gauche Comuns Sumar, entreprennent ainsi des négociations le 28 mai suivant. Le 18 juin, les discussions commencent entre le PSC et les indépendantistes de la Gauche républicaine de Catalogne (ERC), jusqu'alors au pouvoir. Les négociations avec ces deux forces politiques aboutissent le 30 juillet,. Le conseil national des Comuns l'approuve dès le lendemain à la quasi-unanimité, tandis que les militants d'ERC le ratifient par référendum interne à 53,5 % des exprimés le 2 août.

## Président de la généralité de Catalogne
Le 8 août 2024, Salvador Illa prononce son discours de politique générale devant le Parlement. Il revendique ses accords d'investiture avec la Gauche républicaine et les Comuns. Il met ainsi l'accent sur les services publics, la réalisation d'infrastructures hydrauliques, la construction de 50 000 logements sociaux, l'amélioration des Rodalies, l'autonomie fiscale, l'application de la loi d'amnistie et le dialogue entre partis catalans. À l'issue de la séance au cours de laquelle il reçoit le soutien critique d'ERC et des Comuns et de sévères critiques des autres partis, il est investi président de la généralité de Catalogne par 68 voix pour et 66 voix contre, un député — Carles Puigdemont — étant absent.

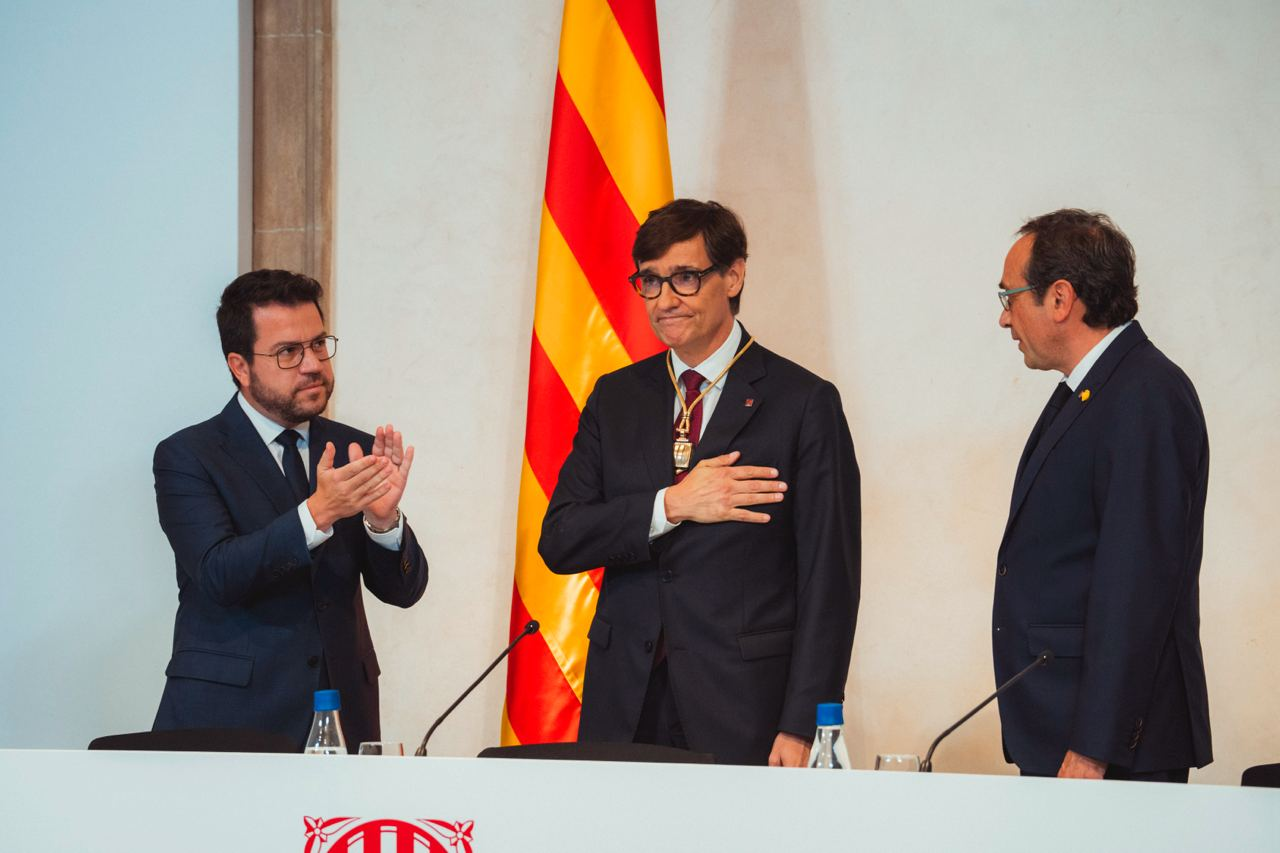
Salvador Illa est assermenté président de la Généralité le 10 août 2024.

Il rencontre le 9 août le président sortant Pere Aragonès au palais de la Généralité pendant deux heures pour organiser le transfert du pouvoir et s'enquérir de la situation sociale et économique du territoire. Il est assermenté le lendemain, 10 août, lors d'une cérémonie au palais de la Généralité aux côtés de Pere Aragonès et Josep Rull, et en présence notamment de la vice-présidente du gouvernement espagnol María Jesús Montero et des ministres Félix Bolaños, Diana Morant, Jordi Hereu et Ernest Urtasun. C'est la première fois depuis 14 ans que les partis indépendantistes sont exclus du pouvoir, bien que Salvador Illa ait accordé des concessions à la Gauche républicaine.
Selon le journal El País, son intention est de constituer un gouvernement « transversal ». La composition de son exécutif est dévoilée au compte-gouttes entre le 9 et le 11 août. Cette équipe de 16 conseillers réunit ainsi le noyau dur de ses proches au sein du groupe parlementaire, des poids lourds et des personnalités locales du PSC, des technocrates, des anciens de Convergence et Union et des hauts fonctionnaires du précédent gouvernement, proches de la Gauche républicaine, dans un objectif d'ouverture vers le centre et le souverainisme modéré,,. Les nouveaux conseillers sont assermentés et entrent en fonction le 12 août.